# Антиатласские шильхские диалекты

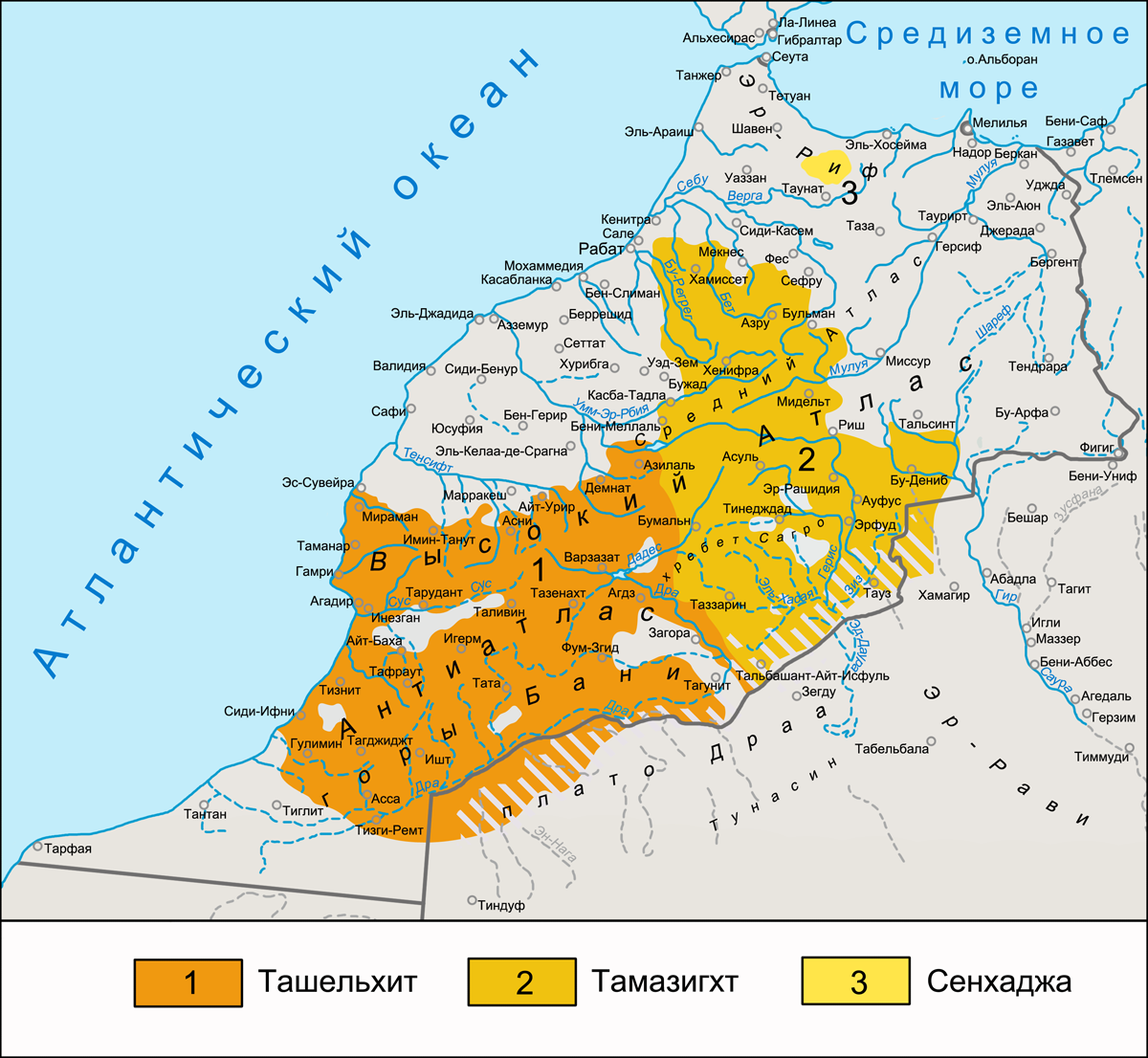
Ареал шильхских языков (ташельхит) на карте атласских языков

Антиатла́сские ши́льхские диале́кты (также антиатласский язык, антиатласский шильхский язык, язык Антиатласа; англ. Anti-Atlas) — диалекты шильхской подгруппы атласской группы северноберберской ветви берберо-ливийской семьи. Распространены в горных районах Антиатласа, включая город Тизнит и его окрестности.
По данным лексикостатистики различия антиатласской с сусской, высокоатласской и южношильхской группами диалектов сравнимы с различиями между романскими языками, поэтому можно рассматривать антиатласский как самостоятельный шильхский язык наряду с сусским, высокоатласским и южношильхским языками, хотя традиционно в берберологии принято говорить об одном шильхском языке.
К антиатласским шильхским относят следующие диалекты (как правило связанные с тем или иным шильхским племенем):
- Иземдальн (англ. izemdaln);
- Имежжад (англ. imežžad);
- Иллальн;
- Ида у Кенсус;
- Ида у Зикри (англ. ida u Zikri);
- Амануз (англ. amanus);
- Аит Мзаль (англ. ait Mzal)[~ 1];
- Аит Исаффен (англ. ait Isaffen);
- Аит Гунидиф;
- Тагунтафт;
- Иглиуа (англ. igliwa);
- Аит Уазгит (англ. ait Wazgit);
- Идав мартини (англ. idaw martini);
- Аит Суаб (англ. aït Souab);
- Диалект Тизнита (англ. Tiznit).

Кроме того у шильхских женщин Тизнита существовал секретный язык тагнаут (англ. tagnawt).
Один из перечисленных диалектов — иглиуа — упоминается в классификации шильхских языков (или диалектов) в статье «Берберо-ливийские языки» А. Ю. Милитарёва, опубликованной в лингвистическом энциклопедическом словаре.